# Хелен Т. Парсонс
Гелен Трейсі Парсонс (англ. Helen Tracy Parsons; 26 березня 1886, Арканзас-Сіті — 30 грудня 1977, Медісон) — американська біохімік і дієтолог, головним чином відома своєю ранньою роботою з вітамінами групи В. Парсонс зацікавилась біохімією та харчуванням в університеті Вісконсину-Медісіон, де вона була аспірантом при Елмері Макколлум.

## Біографія
Гелен Трейсі Парсонс народилася 26 березня 1886 року в місті Арканзас, штат Канзас. Її батьки вірили в освіту і заохочували наукове мислення в неї та її сестри.
У 1911 вирішила записатись у Державний аграрний коледж штату Канзас.
У 1913 році в Оклахомі Парсонс познайомився з Еббі Марлаттом, начальником відділу домашньої економіки в університеті Вісконсину-Медісон. Марлатт запропонував їй роботу асистента в Університеті Вісконсину-Медісон, де Парсонс покликана стати "мостом між наукою та економікою країни".
Парсонс закінчила навчання в університеті Вісконсину-Медісон у 1913 році, де вона почала проводити уроки біохімії разом з Елмером МакКоллумом, який у той час займався оригінальною роботою над вітамінами А і В. Парсонс приписує МакКоллуму те, що він навчав її робити дослідження, описуючи його як «дуже співчутливого вчителя» та «дуже терплячого, коли вона взагалі нічого не знала».
Парсонс здобуває ступінь магістра під керівництвом МакКоллума в 1916 році у віці 20 років. Опублікована в 1918 р., її дипломна робота допомогла показати, що дієтичні властивості картоплі дуже нагадують зернові зерна.
У 1917 році МакКоллум перейшов очолити відділ біохімії в новоствореній школі гігієни та громадського здоров’я Джона Хопкінса, куди і Парсонс теж вирішила перейти. Працюючи в лабораторії МакКоллума, Парсонс отримала доступ до першої в країні колонії білих щурів для використання в експериментах з харчуванням. В Університеті Джонса Хопкінса Парсонс працювала з МакКоллум над багатьма темами, що стосуються вітамінів, і опублікувала власне раннє дослідження метаболізму вітаміну С у щурів. У той час вітамін С ще не був виділений або хімічно ідентифікований. Однак Парсонс зауважила, що люди та інші примати потребують доповнення до раціону для запобігання розвитку цинги, тоді як щури цього не роблять. Парсонс виявила, що дієта вилікувала морських свинок від цинги, припустивши, що існує засіб проти цинги, який ми тепер знаємо як вітамін С, що синтезується в печінці щурів. 
Через три роки роботи в Університеті Джонса Хопкінса Парсонс запропонували посаду доцента в Університеті Вісконсину-Медісон, і вона повернулася на кафедру домашньої економіки в 1920 році.
Близько 1927 року Парсонс поїхала отримувати докторський ступінь під керівництвом Лафайєта Менделя, біохімічного дієтолога, що працював у Єльській лабораторії фізіологічної хімії. На другий рік навчання Парсонс була нагороджена стипендією Мері Пембертон від Американської асоціації жінок з вищою освітою. Її дипломна робота передбачала вивчення впливу дієт з високим вмістом білка на репродукцію та функцію нирок у щурів. Вона виявила, що при годуванні порошковим або сирим яєчним білком у щурів розвивається дерматит та неврологічна дисфункція. Вона візьме ці результати із собою в Університет Вісконсину-Медісон і продовжить дослідження того, що вона назвала «травмою яєчного білка» у власній лабораторії. Її робота над цією темою пізніше виявилася вирішальною у визначенні біотину та авідину. Парсонс отримала докторський ступінь у Єльському Унвіерситеті в 1928 році у віці 42 років, після чого повернулася до університету Вісконсину-Медісон в ролі доцента. 
Парсонс повернулася до університету Вісконсину-Медісон у 1928 році доцентом із щорічною зарплатою в 3600 доларів США та фінансуванням досліджень в університеті для власної лабораторії. Там вона змогла розширити роботу, виконану протягом її докторського періоду, та провести експерименти, що мали вирішальне значення для виявлення біотину та авідину, а також виснаження тіаміну дріжджами.
Парсонс звільнилася з університету Вісконсину-Медісон у 1956 році у віці 70 років. Вона залишалася активною в Американському інституті харчування, Американському товаристві біологічних хіміків, Американській асоціації дієтології та Американській асоціації домашнього господарства. Вона була 1 із 112 членів Американського інституту харчування (тепер відомий як Американське товариство харчування), яке було першим науковим товариством, присвяченим виключно дисципліні харчування, а в 1959 році була однією з трьох жінок, які бути названі членами цього товариства. Парсонс ніколи не одружувалася і не мала дітей. Вона була завзятим садівником і під час виходу на пенсію стала членом багатьох громадських садівничих клубів. Парсонс помела 30 грудня 1977 року в своєму будинку в Медісоні, штат Вісконсин у віці 91 року.